# 茁劇場—走過愛的蠻荒
《茁劇場—走過愛的蠻荒》（英語：I've walked Through The Love's Wilderness）為MyVideo、公視共同監製之《茁劇場》系列的第二部作品，於2021年10月27日舉行開鏡儀式，並於同年12月31日正式殺青；由台灣大哥大MyVideo、拙八郎創意執行股份有限公司、有戲娛樂股份有限公司、貝殼放大股份有限公司出品。本劇改編自作家文國士的原著小說《走過愛的蠻荒：撕掉羞恥印記，與溫柔同行的偏鄉教師》，由王明台執導，李英宏、姚吉慧、龍語申、劉黛瑩、百白、汪師超、楊鈞訸主演，2022年9月8日於光點華山電影館首映，播出前兩集，2022年9月10日在公視與MyVideo首播，9月11日MOD/HamiVideo播出，10月16日台視播出。公視全劇平均收視率0.19。

## 播出時間

### 首播
| 頻道       | 所在地 | 播出日期       | 播出時間             | 備註                 |
| 公視       | 臺灣   | 2022年9月10日  | 每週六 21:00 - 23:00 |                      |
| MyVideo    | 臺灣   | 2022年9月10日  | 每週六 21:00上架     | 前兩集免費觀看       |
| Hami Video | 臺灣   | 2022年9月11日  | 每週日 20:00上架     | 非會員免費觀看第一集 |
| 台視       | 臺灣   | 2022年10月16日 | 每週日 22:00 - 23:00 |                      |

## 劇情簡介
幽默風趣的補教新星姜定邦，成長過程中因為雙親皆是精神病患而對感情一再猶豫，等不到承諾的女友藍藍決定遠赴他鄉任教。姜定邦為了追回藍藍，也來到偏鄉投身兒少家園的輔導工作，兩人的愛情再度滋長，也點燃了他的教育熱忱。但他終究逃不過得面對自己「會發病嗎？」「有能力愛嗎？」的生命課題...

## 演員列表

### 主要演員
| 演員   | 角色       | 介紹                     | 登場集數 |
| 李英宏 | 姜定邦     | 補習班教師               | 1－6     |
| 姚吉慧 | 藍文媛     | 偏鄉國小教師             | 1－6     |
| 龍語申 | 嚴志丞     | Justin，嚴氏基金會公關長 | 2, 4－6  |
| 劉黛瑩 | 生輔員小霧 | 兒少家園的生輔員         | 2－6     |
| 百白   | 劉彩琳     | 潘明諺和潘家石的母親     | 1－6     |

### 次要演員
| 演員   | 角色   | 介紹                             | 登場集數   |
| 汪師超 | 潘明諺 | 藍文媛以前的學生，潘家石的哥哥。 | 1－6       |
| 楊鈞訸 | 潘家石 | 藍文媛的學生，潘明諺的弟弟。     | 1－6       |
| 汪采涵 | 盧心恬 | 潘明諺的女友                     | 1, 2, 5, 6 |
| 沈昶宏 | 任維憶 | 姜定邦在補習班任教的學生         | 1－4       |

### 其他演員
| 演員   | 角色     | 介紹                                   | 登場集數 |
| 翁嘉駿 | 小任爸   | 任維憶的爸爸。                         | 4        |
| 吳貞貞 | 小任媽   | 任維憶的媽媽，患有思覺失調症。         |          |
| 周儷玲 | 小任阿嬤 | 任維憶的阿嬤。                         | 4        |
| 黃柔閩 | 劉玫芬   | 姜定邦的母親，患有思覺失調症           | 2, 4, 6  |
| 葉子彥 | 姜海     | 姜定邦的爸爸，患有思覺失調症，已過世。 | 4        |
| 安原良 | 藍藍爸   | 藍文媛的爸爸。                         | 1, 4     |
| 劉文英 | 藍藍媽   | 藍文媛的媽媽。                         | 1, 4     |
| 安原良 | 嚴爸     | 嚴志丞的爸爸。                         |          |
| 劉文英 | 嚴媽     | 嚴志丞的媽媽。                         |          |
| 雷震卿 | 簡擎     | 主任                                   | 4－6     |
| 鍾家駿 | 徳德     | 兒少家園的學生                         | 2－6     |
| 羅謙紹 | 小紀     | 兒少家園的學生，聾啞人士。             | 2, 5, 6  |
| 王梓平 | A仔      | 兒少家園的學生，喜歡嘻哈音樂。         |          |
| 胡皓翔 | 社工斑馬 |                                        |          |
| 蔡旻翰 | 阿義     | 劉彩琳的男友                           |          |
| 楊閔   | 許調查官 |                                        | 1, 4     |
| 管罄   | 執行長   | 嚴氏基金會執行長                       | 2-4      |
| 吳國州 | 心恬爸   | 盧心恬的爸爸。                         |          |
| 陶雨隆 | 小姜定邦 | 國小時的姜定邦。                       |          |
| 洪毓璟 | 小劉     | 嚴志丞的助理                           | 5, 6     |
| 黃錦妝 | 心恬媽   | 盧心恬的媽媽。                         |          |

### 客串演員
| 演員   | 角色       | 介紹         | 登場集數 |
| 王品澔 | 補習班同事 |              | 1        |
| 林意箴 | 芸軒       | 藍文媛的表姊 | 1        |
| 鎮萬鈞 | 小朱       | 姜定邦的朋友 | 2        |
| 文國士 | 文國士     | 國國老師     | 6        |

## 電視劇歌曲
| 曲別   | 歌名          | 演唱者 | 作詞           | 作曲   | 編曲   | 製作人 |
| 片尾曲 | My Blue Angel | 李英宏 | 王明台、李英宏 | 李英宏 | 李英宏 |        |

## 分集
| 總集數 | 集數 （季） | 標題               | 首播日期      | 收視率 |
| ------ | ----------- | ------------------ | ------------- | ------ |
| 11     | 1           | 我們分手吧         | 2022年9月10日 | 待定   |
| 12     | 2           | 遠離你／靠近你     | 2022年9月10日 | 待定   |
| 13     | 3           | 對不起，我沒接住你 | 2022年9月17日 | 待定   |
| 14     | 4           | 等不到仙人掌開花   | 2022年9月17日 | 待定   |
| 15     | 5           | 在你身邊我就做得到 | 2022年9月24日 | 待定   |
| 16     | 6           | 在一起，好嗎？     | 2022年9月24日 | 待定   |

## 工作人員列表

### 製作團隊
- 編劇統籌：王小棣
- 編　劇：張可欣、許景惠
- 出　品：台灣大哥大MyVideo、拙八郎創意執行股份有限公司
- 出品人：林之晨、陳玉勳、瞿友寧
- 監　製：李芃君、王小棣
- 共同監製：邵珮如、郝柏翔、莊啟祥、林大涵、廖薏淳
- 聯合出品：有戲娛樂股份有限公司、貝殼放大股份有限公司
- 內容規劃：周令惠、王御安
- 行銷宣傳：楊家齡、鍾仁智、黃俊庭
- 聯合出品人：朱漢光
- 製作人：安哲毅
- 前期製作人：吳宗瀚
- 導　演：王明台
- 第一副導：全懿儒
- 第二副導：鍾坪霓
- 場　記：趙苡彤
- 表演指導：百白
- 選角經理：黃薇潔
- 選角執行：謝伯鑫
- 演員組實習生：羅佩慈
- 執行製作公司：頑影映像有限公司
- 執行製作人：趙天豪
- 製　片：董妍玫
- 執行製片：蔡欣頤
- 現場執行：蔡孟言
- 生活製片：藍品彣
- 交通製片：高詩雅
- 製片助理：簡靜妤
- 製片實習生：陳柏銓
- 場景經理：許嘉欣
- 場景助理：王懷憶
- 隨片會計：蔡琇貞
- 防疫救護組長：李佳哲
- 防疫救護專員：郭怡均
- 防疫專員：李亮辰
- 攝影指導：李清迪
- 跟焦師：曾永達
- 攝影助理：廖竺洧、黃靖婷、羅大信
- B機攝影師：莊宏彬
- B機跟焦師：張裕奇
- B機攝影助理：郭柏翔
- 劇照師：阮冠媖
- 攝影器材：好趙電影有限公司
- 燈光指導：莊宏彬
- 燈光大助：許祐梧
- 燈光助理：鄭安圻、胡哲凱
- 代班燈光師：莊弘裕
- 代班人員：林佳文、林頌文、鄭哲安
- 燈光器材：十五號倉庫工作室
- 錄音師：楊子介
- 錄音大助：高琦雅
- 錄音助理：羅友辰
- 錄音器材：九號錄音工作室
- 場務領班：楊奇霖
- 場務助理：夏祐豪、黃譽綸
- 場務器材：永祥影視有限公司
- 車輛租賃：永笙汽車租賃有限公司
- 美術指導：陳宜瑄
- 美術設計：張展嘉
- 美術現場執行：陳婉蓉
- 現場美術助理：余芷芸
- 陳設執行：蕭沛倫、許品萱、謝家恩
- 陳設助理：黃亦茹、唐雅君、張雁婷、謝佩紡、張育誠
- 陳設支援：張瑜珊、李厚義、葉芷菱、曾郁雯
- 美術場務：李明雄、張維展、李佳杰、廖秦慶、陳育民、江鈺翔、陳信宏
- 美術實習生：王安慧、胡妤萱、陳昱璇、廖苡婷、楊宜諠、林衣晨
- 造型指導：蕭羽儂
- 服裝執行：杜佩儒
- 服裝管理：李佩芸
- 化妝師：張乃文
- 髮型師：劉翰倫
- 妝髮助理：呂欣倫
- 梳化支援：宋宥樂
- 紋身圖騰設計：朱庭弘
- 紋身彩繪師：裘雅
- 動作指導：吳學明、極武動作影像有限公司
- 動作組：彭浩嚴、陳憲宏
- 剪輯後期製作公司：私集影像製作有限公司
- 剪輯師：湯宜菲
- 剪輯助理：黃柔璇、王鐘儀、白薏嵐、劉美佳
- 專案整理：黃柔璇
- 後期製片：林家駒、鄧偉毅
- 聲音後期製作公司：杰瑞音樂有限公司
- 聲音設計：余政憲
- 對白處理：李明哲
- 音樂剪輯：吳知穎
- Foley擬音：陳逸萱
- 環繞混音：余政憲
- 音　樂：亂彈阿翔、余政憲
- 後期製作公司：台北影業有限公司
- 後期統籌：胡仲光、王怡婷
- 後期協調：翁碧菱、徐卓瑩、曾穎真
- 調光師：張如萱
- 調光助理：吳祐寧
- 檔案管理：楊淑媛、謝明嘉、胡智傑
- 母帶製作：溫駿嚴、吳宜豐、梁承宗
- 茁劇場動態設計：查理小姐
- 片名設計：林育全
- 片名動畫：蘇敬堯
- 主視覺設計：林育全
- 預告剪輯師：湯宜菲
- 側拍花絮：孫意晴
- 發行顧問：廖健行
- 廣告行銷：許至汛、王立凱
- 行銷公司：三禾行銷、加貝整合行銷
- 行銷統籌：張正芬
- 公關宣傳：李筱雯
- 行銷企劃：鄭淇方、張嘉芬
- 行銷執行：劉芝婷
- 社群行銷：林謙妮
- 專案經理：英圃華
- 專案副理：翁翊軒
- 創意企劃：袁嘉䭲
- 執行公司：拙八郎創意執行股份有限公司
- 執行製作人：陳怡樺
- 財務長：許芸禎
- 經紀部主管：洪倩玉
- 營運助理：林泓志、林虹君
- 教學主任：黃詩涵
- 教學助理：何欣芸
- 經紀人：蔡昕蓓、王瑞儀
- 漫畫茁劇場出版合作：蓋亞文化、原動力文化

## 書籍
- 《走過愛的蠻荒：撕掉羞恥印記，與溫柔同行的偏鄉教師》，作者：文國士，出版社：寶瓶文化，出版日期：2019年7月29日，ISBN 9789864061624。
- 《走過愛的蠻荒：影像創作紀實》，作者：拙八郎創意執行股份有限公司，出版社：尖端出版，出版日期：2022年10月19日，ISBN 9786263383876。

### 金鐘獎
| 年份 | 頒獎單位     | 獎項名稱       | 入圍者                          | 結果 |
| ---- | ------------ | -------------- | ------------------------------- | ---- |
| 2023 | 第58屆金鐘獎 | 戲劇原創歌曲獎 | 李英宏、王明台〈My Blue Angel〉 | 提名 |

## 外部連結
- 台視官方網站
- 公視官方網站
- 茁劇場的Facebook專頁

| 臺灣 公視主頻 每週六 21:00 - 23:00                   | 臺灣 公視主頻 每週六 21:00 - 23:00                      | 臺灣 公視主頻 每週六 21:00 - 23:00 |
| ---------------------------------------------------- | ------------------------------------------------------- | ---------------------------------- |
|                                                      | 茁劇場—走過愛的蠻荒 （2022年9月10日－2022年9月24日）    |                                    |
| 茁劇場—滴水的推理書屋 （2022年8月6日－2022年9月3日） | 茁劇場—誰說媽媽像月亮 （2022年10月1日－2022年10月15日） |                                    |

| 臺灣 台視綜合台 每週日 22:00 - 23:00                  | 臺灣 台視綜合台 每週日 22:00 - 23:00                   | 臺灣 台視綜合台 每週日 22:00 - 23:00 |
| ----------------------------------------------------- | ------------------------------------------------------ | ------------------------------------ |
|                                                       | 茁劇場—走過愛的蠻荒 （2022年10月16日－2022年11月20日） |                                      |
| 茁劇場—滴水的推理書屋 （2022年8月7日－2022年10月9日） | 茁劇場—綠島金魂 （2022年11月27日－2023年1月1日）       |                                      |